# Штитоноше (рибе)
Штитоноше или рушљави ганоиди (Chondrostei) су група најпримитивнијих кошљориба чије је тело, уместо крљуштима, покривено са пет редова коштаних плочица (по томе су добиле име штитоноше). Скелет им је углавном хрскавичав само што се у пределу лобање образују коштане плоче. Тело им је вретенастог облика, док је репно пераје хетероцеркално (асиметрично). Глава је ка напред оштро извучена па се уста налазе на доњој страни главе и у њима нема зуба. Испод уста налазе се израштаји у виду бркова, који, због слабо развијеног чула вида, представљају главне чулне органе који им помажу у тражењу хране, шкољки и других мекушаца. Већином су веома крупне рибе тако да могу достићи дужину и од неколико метара.

## Станиште
Живе углавном на морском дну, али за време размножавања мигрирају у слатке воде (анадромне врсте). Овај пут је често веома дуг и износи од неколико стотина до хиљаду километара. Ова појава указује да су реке примарно станиште ових риба, из кога су касније продрле у мора. Изузетак је кечига која живи искључиво у слатким водама, у Сави и Дунаву, и не мигрира. Женке полажу велики број јаја која се прилепе за камење на месту мреста и ту се и оплоде (спољашње оплођење). После излегања из јаја младе јединке мигрирају низводно у море. 

## Класификација
Ред штитоноша обухвата два подреда:
1. Paleonescoidei, од кога је позната само једна рецентна врста која живи у рекама Африке;
2. јесетре (Acipenseriformes) који обухвата 4 рода са 24 врсте.
- род 
  - атлантска јесетра или штирјун (Acipenser sturio) која живи у Атлантском океану и европским морима; може да достигне дужину од 6 m; женка ове врсте полаже око два милиона јаја; од њене икре се прави веома цењен кавијар;
  - Кечига кратконоса - (Acipenser ruthenus) и Кечига дугоноса - (Acipenser nudiventris) су најмања међу рибама штитоношама, достиже дужину до 1 m; женка ове врсте полаже највише до 37 000 јаја; осим у Сави и Дунаву живи и у другим притокама Црног и Каспијског мора;
  - сибирска јесетра, Acipenser baerii baerii
  - бајкалска јесетра, Acipenser baerii baicalensis
  - Acipenser brevirostrum (USA)
  - Acipenser dabryanus
  - Acipenser fulvescens (USA)
  - руска јесетра, Acipenser gueldenstaedtii
  - зелена јесетра, Acipenser medirostris
  - Acipenser mikadoi
  - јапанска јесетра, Acipenser multiscutatus
  - јадранска јесетра, Acipenser naccarii
  - Acipenser nudiventris
  - Acipenser oxyrinchus
  - Acipenser oxyrinchus desotoi
  - Acipenser oxyrinchus oxyrinchus
  - персијска јесетра, Acipenser persicus
  - Acipenser schrenckii
  - кинеска јесетра, Acipenser sinensis
  - Acipenser stellatus
  - европска јесетра, Acipenser sturio
  - бела јесетра, Acipenser transmontanus
- род Huso
  - моруна или белуга (Huso huso), је једна од највећих слатководних риба јер може достићи дужину до 9 m и тежину од око 1.400 kg, од чега око 100 kg отпада на икру од које се, такође, прави кавијар; живи у Црном и Каспијском мору, а у време мреста улази у велике реке које се уливају у ова мора (Волгу, Дунав, Дњепар и др.)
  - Huso dauricus
- род (Polyodon)
  - лопатара Polyodon spathula, живи у источним деловима САД, има уочљиво продужене вилице

## Галерија
- Acipenser sturio
- Huso huso
- Polyodon spathula